# 루이바오

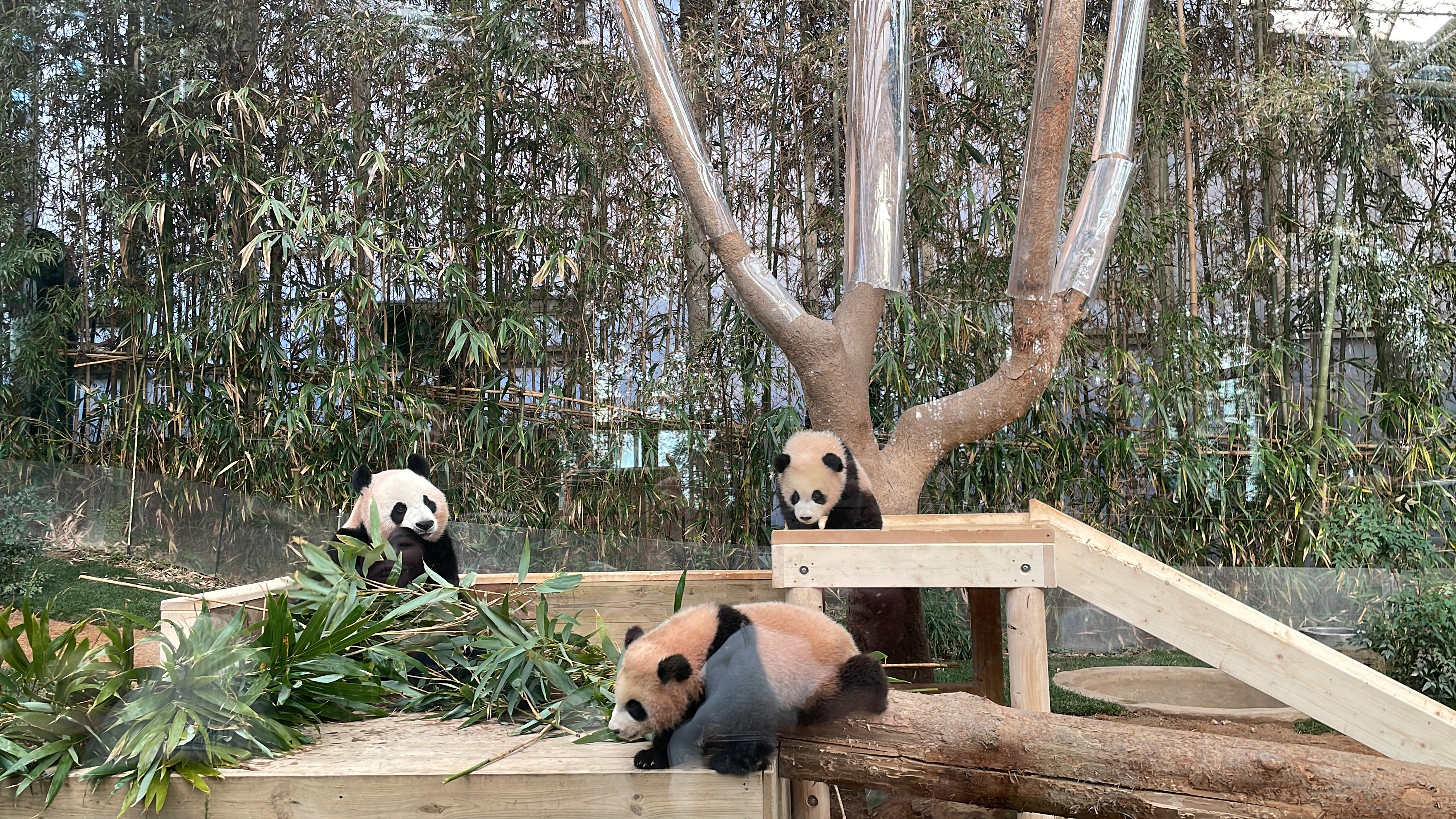
에버랜드에서 놀고 있는 쌍둥바오의 모습이다. 오른쪽 위가 루이바오이다.

루이바오(2023년 7월 7일 ~ )는 에버랜드 판다월드에서 태어난 대왕판다로, 러바오와 아이바오 사이에서 태어난 쌍둥이 자매 판다로, 이미 중국 쓰촨성으로 돌아간 푸바오의 쌍둥이 여동생 중 하나로, 루이바오가 언니이며, 후이바오는 여동생이다.

## 가족
- 러바오
- 아이바오
- 푸바오
- 후이바오

## 특이 사항
- 판다 외교 정책에 따라 푸바오와 마찬가지로 생후 4년 이전이 도래하는 시점인 2027년에 중국으로 돌아가야 하는 원칙을 둔다. 이유는 CITES 관련 법이 있기 때문이다.
- 푸바오에 뒤를 이어 낳은 쌍둥이 자이언트 판다 여동생 자매들로, 쌍둥이 여동생인 후이바오도 있다.
- 다만, 샹샹과의 관계는 아이바오의 모친인 신니얼과의 사촌 관계로 보이기 때문이다.

## 몸무게 변화
kg은 생략한다.
| 날짜  | 루이바오 | 후이바오 |
| ----- | -------- | -------- |
| 1일   | 180g     | 140g     |
| 24일  |          | 821g     |
| 27일  | 897g     |          |
| 119일 | 7150g    | 7460g    |
| 281일 | 21.8     | 26       |
| 301일 | 25.2     | 28.7     |
| 342일 | 29.3     | 34.4     |
| 364일 | 31.6     | 35.5     |
| 445일 | 36.2     | 37.9     |
| 475일 | 38       | 38.2     |
| 484일 | 39.1     | 39.4     |
| 496일 | 40.2     | 42.1     |
| 556일 | 48.7     | 49.2     |
| 562일 | 48.6     | 47.8     |
| 582일 | 51.4     | 50.8     |
| 730일 | 69.3     | 68.5     |

## 출연 작품

### 영화
- 2024년 : 《안녕, 할부지》

## 같이 보기
일반 주제
- 에버랜드
- 판다 외교

다른 유명한 판다
- 샹샹